# Cândido Barbosa
Cândido Barbosa (Rebordosa, 31 de diciembre de 1974) es un exciclista portugués. Su último equipo fue el Palmeiras Resort-Tavira. Obtuvo más de 150 vitorias en su carrera como profesional. En 2011 anunció su retirada como profesional tras encontrarse todo ese año sin equipo.

## Palmarés
| 1994 - 1 etapa del Gran Premio Jornal de Noticias 1995 - 2 etapas de la Vuelta al Algarve 1996 - 2 etapas de la Vuelta al Algarve - 2 etapas del Gran Premio Jornal de Noticias - 3.º en el Campeonato de Portugal Contrarreloj 1997 - Vuelta al Algarve, más 6 etapas - 1 etapa del G. P. Mosqueteiros-Rota do Marquês - 2 etapas del Gran Premio Jornal de Noticias - 2 etapas de la Vuelta a Portugal 1998 - 1 etapa de la Vuelta al Alentejo - G. P. Mosqueteiros-Rota do Marquês, más 3 etapas 1999 - 2 etapas de la Vuelta al Algarve - 1 etapa de la Vuelta a La Rioja - 1 etapa de la Vuelta a Portugal 2000 - 1 etapa de la Vuelta a La Rioja - 2 etapas de la Vuelta a Portugal 2001 - 1 etapa de la Vuelta a Portugal 2002 - Vuelta al Algarve más 2 etapas - Vuelta a las Tierras de Santa Maria, más 1 etapa - 1 etapa del GP International MR Cortez-Mitsubishi - 2 etapas de la Vuelta a Portugal 2003 - 1 etapa de la Vuelta al Algarve - G. P. Mosqueteiros-Rota do Marquês - 1 etapa del G. P. Paredes Rota dos Móveis - 4 etapas de la Vuelta a Portugal 2004 - Gran Premio CTT Correios de Portugal, más 2 etapas - 1 etapa del GP Estremadura - RTP - 1 etapa de la Vuelta al Algarve - 1 etapa de la Vuelta a Portugal | 2005 - 1 etapa del Gran Premio Internacional Costa Azul - Gran Premio Internacional del Oeste RTP - 1 etapa de la Vuelta al Alentejo - Vuelta al Distrito de Santarém más 1 etapa - 1 etapa del G. P. Paredes Rota dos Móveis - Campeonato de Portugal Contrarreloj - 3 etapas de la Vuelta a Portugal 2006 - 1 etapa del G. P. Paredes Rota dos Móveis - 1 etapa de la Vuelta a Portugal 2007 - 1 etapa del G. P. Paredes Rota dos Móveis - Campeonato de Portugal en Ruta - 4 etapas de la Vuelta a Portugal 2008 - 3.º en el Campeonato de Portugal en Ruta - 2 etapas de la Vuelta a Portugal 2009 - 2 etapas de la Vuelta al Alentejo - G. P. Paredes Rota dos Móveis más 2 etapas - 2.º en el Campeonato de Portugal Contrarreloj - 2 etapas de la Vuelta a Portugal 2010 - 1 etapa de la Vuelta al Alentejo - Trofeo Joaquim Agostinho, más 3 etapas - 1 etapa de la Vuelta a Portugal |

## Resultados en Grandes Vueltas
| Carrera | Carrera         | 1995 | 1996 | 1997 | 1998 | 1999 | 2000 | 2001 | 2002 | 2003 | 2004 | 2005 | 2006 | 2007 | 2008 | 2009 | 2010 |
| ------- | --------------- | ---- | ---- | ---- | ---- | ---- | ---- | ---- | ---- | ---- | ---- | ---- | ---- | ---- | ---- | ---- | ---- |
|         | Giro de Italia  | —    | —    | —    | —    | —    | 89.º | —    | —    | —    | —    | —    | —    | —    | —    | —    | —    |
|         | Tour de Francia | —    | —    | —    | —    | —    | —    | —    | —    | —    | —    | —    | —    | —    | —    | —    | —    |
|         | Vuelta a España | —    | —    | Ab.  | —    | —    | —    | —    | —    | —    | —    | —    | —    | —    | —    | —    | —    |

—: no participa
Ab.: abandono

## Equipos
- W 52-Paredes Movel (1995-1996)
- Maia-Jumbo-Cin (1997)
- Banesto (1998-2001)
  - Banesto (1998-2000)
  - iBanesto.com (2001)
- Liberty Seguros Continental (2002-2007)
  - LA-Pecol (2002-2004)
  - LA-Liberty Seguros (2005-2006)
  - Liberty Seguros (2007)
- Benfica (2008)
- Palmeiras Resort-Tavira (2009-2010)